# Méthode des quatre coins
Pour les articles homonymes, voir Quatre coins.
 (février 2024).
Si vous disposez d'ouvrages ou d'articles de référence ou si vous connaissez des sites web de qualité traitant du thème abordé ici, merci de compléter l'article en donnant les références utiles à sa vérifiabilité et en les liant à la section « Notes et références ».

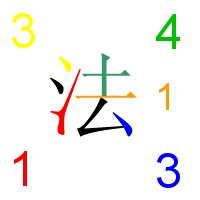
Par exemple, le caractère 法 (fǎ) porte le numéro 3413_{1}.

La méthode des quatre coins ( 四角號碼檢字法 Sìjiǎo hàomǎ jiǎnzìfǎ) est une méthode de recherche des caractères dans les dictionnaires chinois selon un code de quatre chiffres déterminés par la graphie des quatre coins du caractère, d'où son nom. Elle sert de base à une méthode d'encodage du chinois sur ordinateur, avec un chiffre supplémentaire dans certaines situations. 
Cette méthode fut imaginée dans les années 1920 par Wang Yunwu (Y. W. Wong, 王雲五) 1888-1979, rédacteur en chef du "Commercial Press Ltd." de Chine. Une version améliorée en fut publiée à Shanghai en 1928. Cette nouvelle méthode d'indexation des caractères chinois pour dictionnaires fut très populaire jusqu'à l'utilisation massive du pinyin. Elle a depuis été développée pour l'encodage de caractères chinois sur ordinateurs.

## Codage
La méthode des quatre coins attribue à chaque caractère chinois une combinaison de quatre chiffres et parfois un cinquième, en indice. 
Un caractère est divisé en quatre coins (les coins supérieur gauche, supérieur droit, inférieur gauche et inférieur droit) auxquels on attribue un numéro pour chaque coin:
- Le numéro du coin supérieur gauche est le premier chiffre de la combinaison.

- Le numéro du coin supérieur droit est le deuxième chiffre.

- Le numéro du coin inférieur gauche est le troisième chiffre.

- Le numéro du coin inférieur droit est le quatrième chiffre.

Cela forme un code de quatre chiffres pour chaque sinogramme.
Un cinquième numéro, attribué selon les mêmes critères graphiques et noté en indice, concerne le trait du coin inférieur droit qui n'est pas traversé par les quatre traits concernés précédemment. Ce cinquième numéro sert pour le codage informatique car il y a typiquement plusieurs caractères correspondant à un même code de quatre chiffres. Pour la recherche dans le dictionnaire, le numéro supplémentaire n'est pas nécessaire car un rapide coup d'œil suffit pour retrouver le caractère recherché dans la colonne des caractères de même code.

## Valeurs
Les quatre touches utilisée pour l'encodage de chaque caractère sont choisies en fonction de la "forme" des quatre coins. La correspondance forme/chiffre peut être mémorisée en utilisant un poème chinois :
|  | 横一垂二三點捺 叉四插五方框六 七角八八九是小 點下有横變零頭 |  | 横一垂二三点捺 叉四插五方框六 七角八八九是小 点下有横变零头 |

Brièvement, le nombre 1 représente une ligne horizontale, 2 une ligne verticale ou diagonale, 3 un trait court, 4 un trait croisant un autre trait (forme de croix), 5 un trait croisant deux traits ou plus, 6 un carré, 7 un angle (droit ou aigu), 8 la forme du caractère chinois 八, 9 la forme du caractère 小 et ou sa forme inversée, 0 un trait court au-dessus d'une ligne horizontale. 
| 0         | 1  | 2  | 3  | 4  | 5  | 6  | 7  | 8  | 9  |
| --------- | -- | -- | -- | -- | -- | -- | -- | -- | -- |
| 亠        | 一 | 丨 | 丶 | 十 | 扌 | 口 | 乛 | 八 | 小 |
| coin vide | 乚 | 丿 | ヽ | ㄨ | 丰 | 囗 | 厂 | 丷 | 忄 |
|           |    | 亅 |    |   | 丈 |    | ㄏ | 人 | ⺌ |
|           |    | ノ |    |    |    |    | ㄴ |   | 个 |
|           |    |    |    |    |    |    |    |    | ⺍ |

## Précisions
- L'attribution d'un chiffre aux chaque coins peut poser des difficultés. Ainsi, certaines formes occupent naturellement deux ou plusieurs coins, ou sont centrées : dans le caractère zi 字 (sinogramme) les formes 丶 et 十 valant respectivement 3 et 4 sont centrées. La détermination du code se fait ainsi : la numérotation se faisant de gauche à droite, les coins gauches se voient affecter le chiffre-code et les coins droits 0 : 3040. Pour le caractère shi 十 (dix), il existe une seule forme centrée, qui vaut 4 : ce chiffre est affecté au premier coin (supérieur gauche) et tous les autres prennent la valeur 0 : 4000. Par contre, dans le caractère yi 乙 (une des branches célestes) on distingue bien quatre coins : 1771.

- Comme de nombreux caractères sont formés de traits inclus dans 囗, 門 (门), ou 鬥, pour obtenir un code plus précis, les chiffres des coins inférieurs sont déterminés selon les traits internes. Ainsi si l'on considérait les coins externes comme prévu selon la règle générale, tuan 團 (groupe) et hui 回 (retour) auraient le même code : 6000 ; en déterminant les deux derniers numéros selon les coins internes, on obtient respectivement 6034 et 6060. De même, men 門 (porte) et wen 問 (demander) auraient tous deux le code 7722 ; pour le second on utilise la forme interne pour les deux derniers chiffres et l'on obtient 7760.

Malgré sa rapidité, la méthode des quatre coins n'est pas d'usage courant. En effet, les enfants apprennent en classe surtout la méthode de recherche par clé qui s'accompagne d'une décomposition analytique des caractères utile pour leur mémorisation et la connaissance de l'histoire de la langue.